# 가와사키 닌자 400R
가와사키 닌자 400R(영어: Kawasaki Ninja 400R)은 가와사키 중공업에서 2011년부터 캐나다와 뉴질랜드에서만 생산 및 판매 중인 모터사이클이다.

## 같이 보기
- 가와사키 닌자